# Zemeros emesoides
Zemeros emesoides is een vlindersoort uit de familie van de prachtvlinders (Riodinidae), onderfamilie Nemeobiinae.
Zemeros emesoides werd in 1860 beschreven door C. & R. Felder.